# Pedras Tinhosas
Pedras Tinhosas é um pequeno arquipélago composto por dois ilhéus, Tinhosa Grande e Tinhosa Pequena, situado a sudoeste da Ilha do Príncipe em São Tomé e Príncipe, no Oceano Atlântico. Estes ilhéus são um valioso componente do ecossistema marinho da região e fazem parte, desde 2012, da Reserva da Biosfera da Ilha do Príncipe, reconhecida pela UNESCO, que também abrange a ilha do Príncipe e os ilhéus circundantes. A inclusão dos ilhéus Pedras Tinhosas na Reserva da Biosfera da Ilha do Príncipe reforça a importância de sua proteção e conservação. Com esforços contínuos para monitorar e proteger as aves que nidificam aqui, a região permanece um importante local de pesquisa para ornitologistas e biólogos marinhos.

## Geografia
Os ilhéus Pedras Tinhosas estão localizados a aproximadamente 20 km ao sul da Ilha do Príncipe, com Tinhosa Grande sendo o maior dos dois. Estes ilhéus são conhecidos pela sua impressionante paisagem costeira e pela rica vida marinha que os rodeia.

## Meio Ambiente
Ambos os ilhéus de Pedras Tinhosas são cobertos por uma vegetação rasteira resistente e são o lar de uma ampla diversidade de espécies de aves marinhas. Entre as espécies mais notáveis que nidificam na região, encontram-se o Anous stolidus, o Anous minutus, o Onychoprion fuscatus, o rabo-de-palha-de-bico-laranja (Phaethon lepturus) e o atobá castanho (Sula leucogaster).
Devido à grande concentração de aves marinhas, as ilhotas foram reconhecidas como uma Área Importante para preservação de aves pela BirdLife International. Estas ilhas desabitadas representam um habitat crítico para muitas destas espécies, algumas das quais são endêmicas da região.